# Gaudre de Romanin
Pour les articles homonymes, voir Gaudre.
Le gaudre de Romanin est une rivière française, sous-affluent du Rhône, qui coule dans le département des Bouches-du-Rhône et la région Provence-Alpes-Côte d'Azur.

## Géographie

### Cours
Le cours de cette rivière, long de 9,3 km, est entièrement dans le département des Bouches-du-Rhône. Il traverse les communes d'Aureille, où il prend sa source, d'Eygalières et de Saint-Rémy-de-Provence. Ses eaux rejoignent celles de la roubine de Tiran dans cette commune, puis dans le Rhône, via la Durance.

### Affluents
Le gaudre de Romanin n'a pas d'affluent connu.

## Départements et communes traversées
Cette rivière traverse uniquement les Bouches-du-Rhône, dans les communes d'Aureille, Eygalières et Saint-Rémy-de-Provence.

## Pour approfondir